# 羽前椿駅
羽前椿駅（うぜんつばきえき）は、山形県西置賜郡飯豊町大字椿にある、東日本旅客鉄道（JR東日本）米坂線の駅である。

## 歴史
- 1931年（昭和6年）8月10日：米坂東線今泉 - 手ノ子間開通と共に開業[1][2]。
- 1978年（昭和53年）6月15日：貨物の取り扱いを廃止[1][2]。
- 1983年（昭和58年）2月28日：業務委託駅となる[2][3]。
- 1984年（昭和59年）2月1日：荷物の扱いを廃止[1]。
- 1985年（昭和60年）3月14日：駅員無配置駅となり[4]、簡易委託駅となる[2]。
- 1987年（昭和62年）4月1日：国鉄分割民営化により、東日本旅客鉄道の駅となる[1]。
- 1995年（平成7年）12月：現在の駅舎が完成。
- 2022年（令和4年）8月3日：豪雨災害の影響で当駅前後の区間が不通となり、営業休止[2]。

## 駅構造
相対式ホーム2面2線を有する地上駅である。両ホームは跨線橋で連絡している。
村上駅管理の簡易委託駅となっている。駅舎内には飯豊町観光協会の事務所が置かれており観光協会職員が発券業務を受託している。ふれいあい休憩施設（待合室）には窓口、自動販売機、公衆トイレがある。
米沢駅 - 当駅間を結ぶ折り返し列車が1日3往復設定されている。

### のりば
| 番線 | 路線    | 方向 | 行先     |
| ---- | ------- | ---- | -------- |
| 1    | ■米坂線 | 上り | 米沢方面 |
| 2    | ■米坂線 | 下り | 坂町方面 |

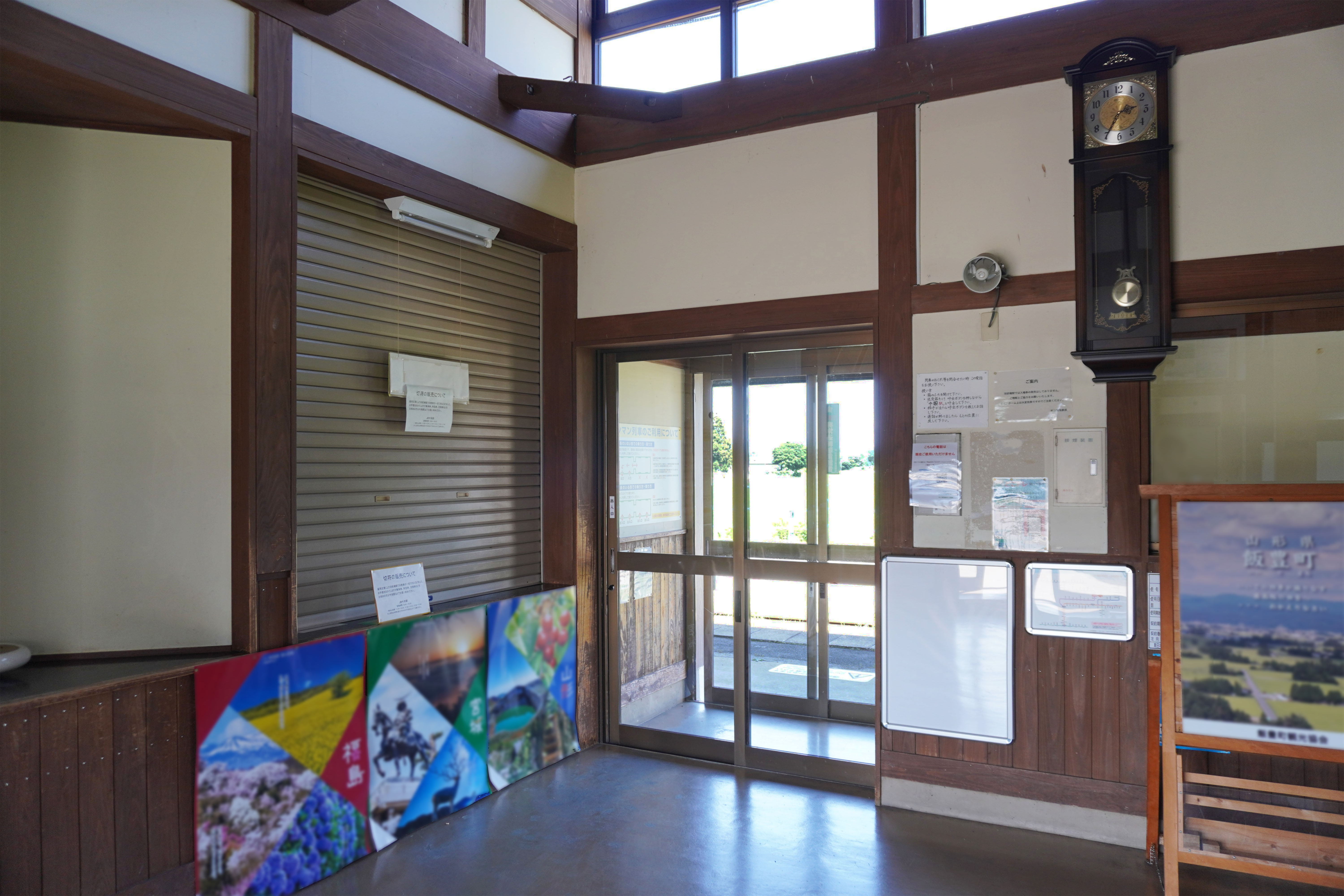
改札口（2023年7月）
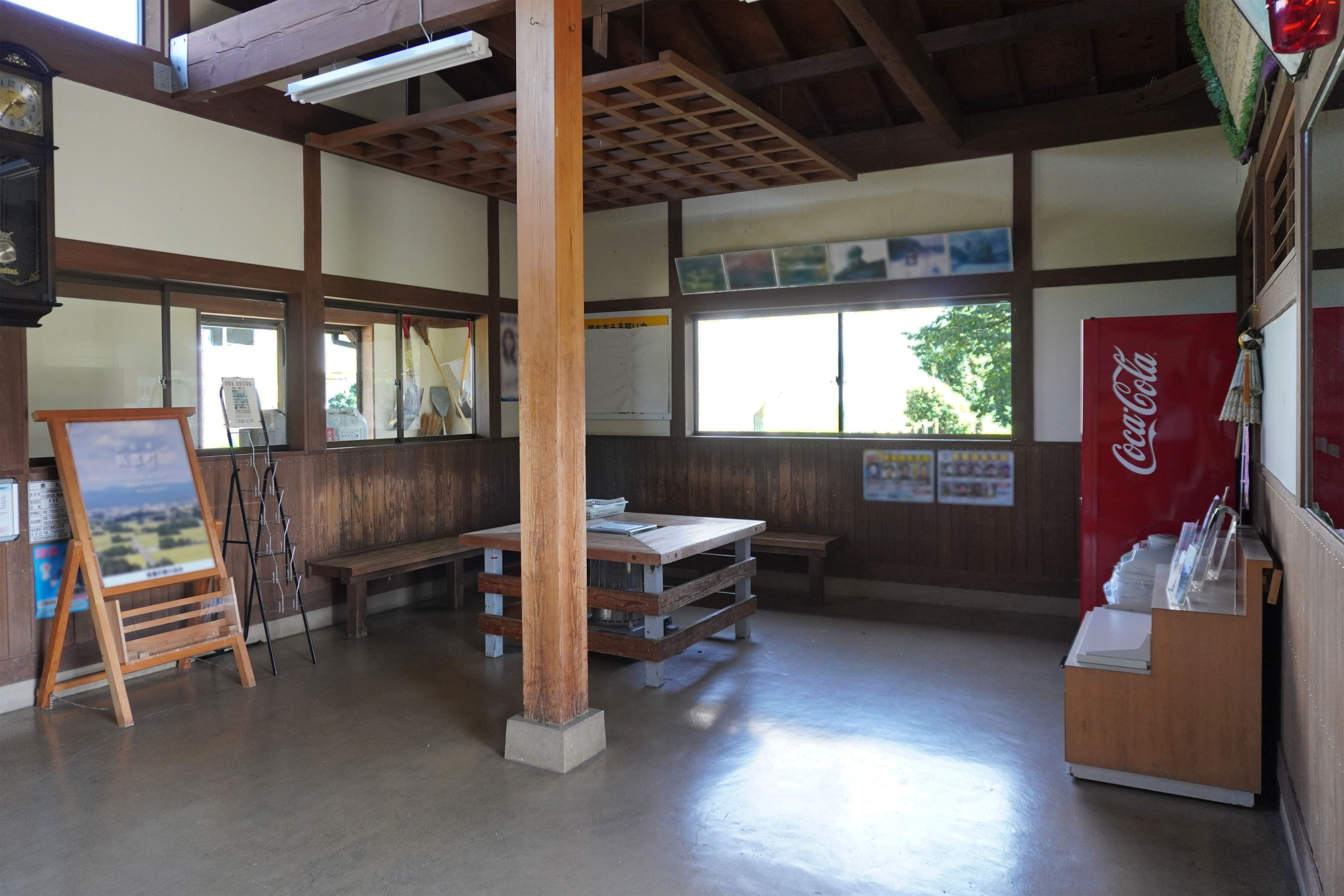
待合室（2023年7月）
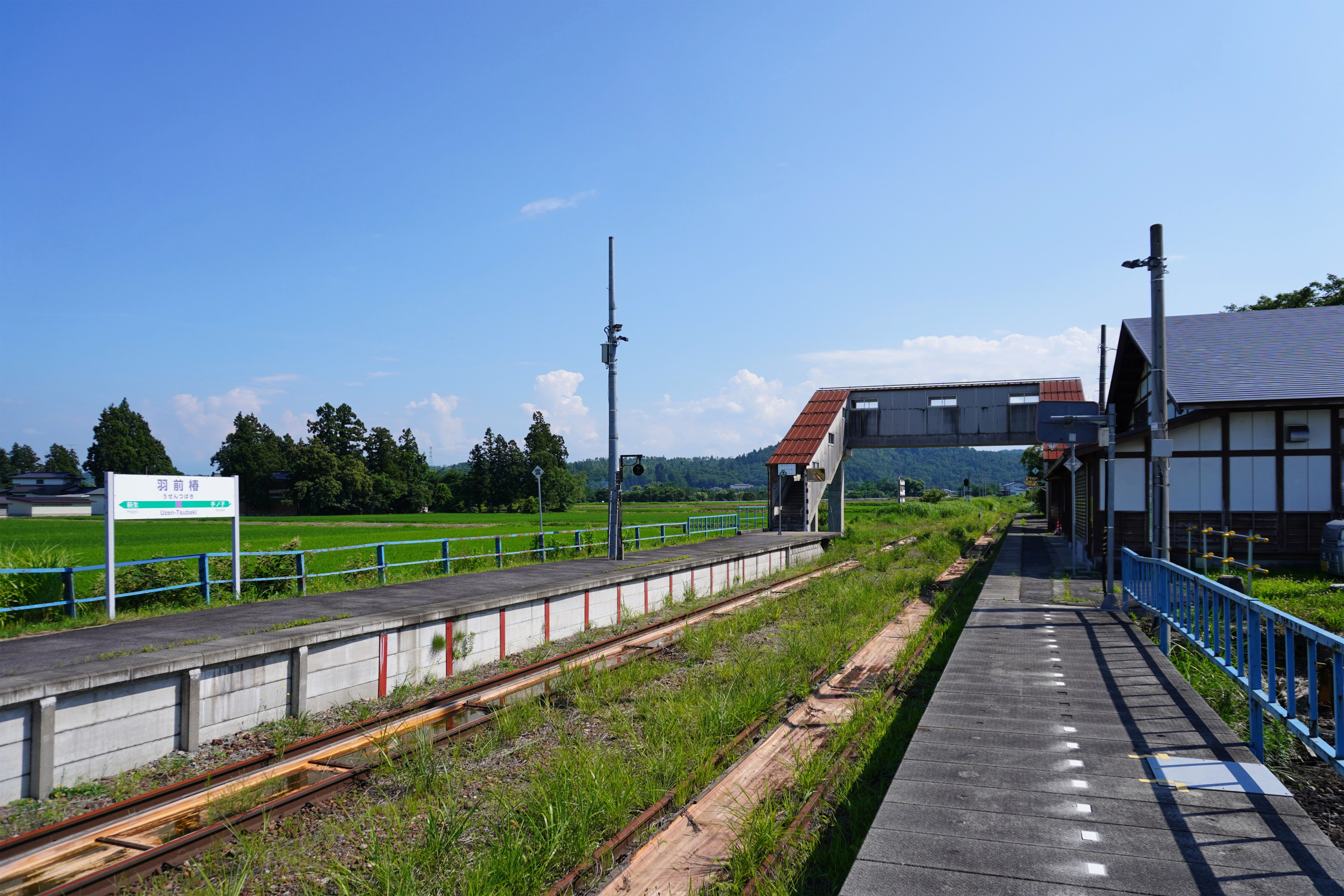
ホーム（2023年7月）

## 利用状況
JR東日本によると、2023年度（令和5年度）の1日平均乗車人員は18人である。
2000年度（平成12年度）以降の推移は以下のとおりである。
| 1日平均乗車人員推移 | 1日平均乗車人員推移 | 1日平均乗車人員推移 | 1日平均乗車人員推移 | 1日平均乗車人員推移 |
| 年度                | 定期外              | 定期                | 合計                | 出典                |
| ------------------- | ------------------- | ------------------- | ------------------- | ------------------- |
| 2000年（平成12年）  |                     |                     | 114                 | [ 利用客数 2 ]      |
| 2001年（平成13年）  |                     |                     | 96                  | [ 利用客数 3 ]      |
| 2002年（平成14年）  |                     |                     | 101                 | [ 利用客数 4 ]      |
| 2003年（平成15年）  |                     |                     | 100                 | [ 利用客数 5 ]      |
| 2004年（平成16年）  |                     |                     | 97                  | [ 利用客数 6 ]      |
| 2005年（平成17年）  |                     |                     | 87                  | [ 利用客数 7 ]      |
| 2006年（平成18年）  |                     |                     | 66                  | [ 利用客数 8 ]      |
| 2007年（平成19年）  |                     |                     | 68                  | [ 利用客数 9 ]      |
| 2008年（平成20年）  |                     |                     | 67                  | [ 利用客数 10 ]     |
| 2009年（平成21年）  |                     |                     | 71                  | [ 利用客数 11 ]     |
| 2010年（平成22年）  |                     |                     | 73                  | [ 利用客数 12 ]     |
| 2011年（平成23年）  |                     |                     | 83                  | [ 利用客数 13 ]     |
| 2012年（平成24年）  | 7                   | 79                  | 86                  | [ 利用客数 14 ]     |
| 2013年（平成25年）  | 5                   | 39                  | 44                  | [ 利用客数 15 ]     |
| 2014年（平成26年）  | 3                   | 34                  | 37                  | [ 利用客数 16 ]     |
| 2015年（平成27年）  | 5                   | 30                  | 35                  | [ 利用客数 17 ]     |
| 2016年（平成28年）  | 3                   | 23                  | 27                  | [ 利用客数 18 ]     |
| 2017年（平成29年）  | 2                   | 18                  | 21                  | [ 利用客数 19 ]     |
| 2018年（平成30年）  | 2                   | 22                  | 25                  | [ 利用客数 20 ]     |
| 2019年（令和元年）  | 2                   | 24                  | 26                  | [ 利用客数 21 ]     |
| 2020年（令和02年）  | 1                   | 27                  | 29                  | [ 利用客数 22 ]     |
| 2021年（令和03年）  | 2                   | 23                  | 25                  | [ 利用客数 23 ]     |
| 2022年（令和04年）  | 1                   | 23                  | 24                  | [ 利用客数 24 ]     |
| 2023年（令和05年）  | 0                   | 17                  | 18                  | [ 利用客数 1 ]      |

## 駅周辺
飯豊町の中心駅である。
- 国道113号
- 道の駅いいで
  - Zao号「飯豊めざみの里」停留所
- 飯豊町役場
- 椿簡易郵便局
- 水芭蕉群生地
- めざみの里イチゴ園
- 飯豊町立飯豊中学校
- 飯豊町立飯豊第二小学校
- 長井警察署飯豊駐在所
- いいで添川温泉

## 隣の駅
東日本旅客鉄道（JR東日本）
■米坂線（休止中）
萩生駅 - 羽前椿駅 - 手ノ子駅

### 記事本文
1. 1 2 3 4 5  石野哲 編『停車場変遷大事典 国鉄・JR編』 II（初版）、JTB、1998年10月1日、543頁。ISBN 978-4-533-02980-6。
2. 1 2 3 4 5  「山形県の鉄道輸送 (PDF)」『山形県』山形県鉄道利用・整備強化促進期成同盟会、2024年6月、58–59頁。2025年4月8日閲覧。
3. ↑  「国鉄各線CTC化急ピッチ」『交通新聞』交通協力会、1983年3月1日、1面。
4. ↑  「通報 ●福知山線石生駅ほか147駅の駅員無配置について（旅客局）」『鉄道公報号外』日本国有鉄道総裁室文書課、1985年3月12日、15-16面。
5. 1 2  「JR東日本：駅構内図・バリアフリー情報（羽前椿駅）」東日本旅客鉄道。2024年10月20日閲覧。

### 利用状況
1. 1 2  「各駅の乗車人員 2023年度 101位以下（8）| 企業サイト：JR東日本」東日本旅客鉄道。2025年7月24日閲覧。
2. ↑  「JR東日本：各駅の乗車人員（2000年度）」東日本旅客鉄道。2025年7月24日閲覧。
3. ↑  「JR東日本：各駅の乗車人員（2001年度）」東日本旅客鉄道。2025年7月24日閲覧。
4. ↑  「JR東日本：各駅の乗車人員（2002年度）」東日本旅客鉄道。2025年7月24日閲覧。
5. ↑  「JR東日本：各駅の乗車人員（2003年度）」東日本旅客鉄道。2025年7月24日閲覧。
6. ↑  「JR東日本：各駅の乗車人員（2004年度）」東日本旅客鉄道。2025年7月24日閲覧。
7. ↑  「JR東日本：各駅の乗車人員（2005年度）」東日本旅客鉄道。2025年7月24日閲覧。
8. ↑  「JR東日本：各駅の乗車人員（2006年度）」東日本旅客鉄道。2025年7月24日閲覧。
9. ↑  「JR東日本：各駅の乗車人員（2007年度）」東日本旅客鉄道。2025年7月24日閲覧。
10. ↑  「JR東日本：各駅の乗車人員（2008年度）」東日本旅客鉄道。2025年7月24日閲覧。
11. ↑  「JR東日本：各駅の乗車人員（2009年度）」東日本旅客鉄道。2025年7月24日閲覧。
12. ↑  「JR東日本：各駅の乗車人員（2010年度）」東日本旅客鉄道。2025年7月24日閲覧。
13. ↑  「JR東日本：各駅の乗車人員（2011年度）」東日本旅客鉄道。2025年7月24日閲覧。
14. ↑  「JR東日本：各駅の乗車人員（2012年度）」東日本旅客鉄道。2025年7月24日閲覧。
15. ↑  「各駅の乗車人員 2013年度 ベスト100以外（9）：JR東日本」東日本旅客鉄道。2025年7月24日閲覧。
16. ↑  「各駅の乗車人員 2014年度 ベスト100以外（9）：JR東日本」東日本旅客鉄道。2025年7月24日閲覧。
17. ↑  「各駅の乗車人員 2015年度 ベスト100以外（9）：JR東日本」東日本旅客鉄道。2025年7月24日閲覧。
18. ↑  「各駅の乗車人員 2016年度 ベスト100以外（9）：JR東日本」東日本旅客鉄道。2025年7月24日閲覧。
19. ↑  「各駅の乗車人員 2017年度 ベスト100以外（9）：JR東日本」東日本旅客鉄道。2025年7月24日閲覧。
20. ↑  「各駅の乗車人員 2018年度 ベスト100以外（9）：JR東日本」東日本旅客鉄道。2025年7月24日閲覧。
21. ↑  「各駅の乗車人員 2019年度 ベスト100以外（8）：JR東日本」東日本旅客鉄道。2025年7月24日閲覧。
22. ↑  “各駅の乗車人員 2020年度 101位以下（8）| 企業サイト：JR東日本”.   東日本旅客鉄道. 2025年7月24日閲覧。
23. ↑  「各駅の乗車人員 2021年度 101位以下（8）| 企業サイト：JR東日本」東日本旅客鉄道。2025年7月24日閲覧。
24. ↑  「各駅の乗車人員 2022年度 101位以下（8）| 企業サイト：JR東日本」東日本旅客鉄道。2025年7月24日閲覧。